# علي أشفق
علي إشفاق، من مواليد 6 سبتمبر 1985 في ماليه في المالديف، لاعب كرة قدم مالديفي.
بدأ مسيرته الكروية مع نادي فالنسيا في عام 2002، ولعب معهم حتى عام 2005، وفي عام 2006 انتقل إلى نادي نيو رادينت، ولعب معهم حتى عام 2007، وفي عام 2007 انتقل إلى نادي دي بي أم أم، ولعب معهم حتى عام 2008، ومنذ عام 2008 وهو يلعب مع نادي في بي سبورتس.
منذ عام 2002 وهو يلعب مع منتخب المالديف لكرة القدم.

## روابط خارجية
- علي أشفق على موقع الاتحاد الدولي (مؤرشف)  (الإنجليزية)
- علي أشفق على موقع إي إس بي إن إف سي (الإنجليزية)
- علي أشفق على موقع قاعدة بيانات كرة القدم.إي يو (الإنجليزية)
- علي أشفق على موقع ناشيونال فوتبول تيمز (الإنجليزية)
- علي أشفق على موقع Soccerway.com (الإنجليزية)
- علي أشفق على موقع عالم كرة القدم.نت (الإنجليزية)
- علي أشفق على موقع كووورة